# Отрава (рассказ)
«Отрава» — рассказ русского писателя Дмитрия Мамина-Сибиряка, опубликованный в 1887 году и основанный на реальной истории крестьянки-отравительницы из Ирбитского уезда.

## История создания и публикации
Рассказ «Отрава» был опубликован в журнале «Русская мысль», в номере 11 за 1887 год.
В основу сюжета рассказа легла реальная история крестьянки Абакумовой из деревни Покровское (Ирбитский уезд, Пермская губерния). Покровское было знакомо Мамину-Сибиряку, так как в местной церкви служил дьяконом его дед Матвей Мамин, и будучи ребёнком он частенько гостил у него. Крестьянка трижды была замужем и все три её супруга скоропостижно скончались. О ней Мамин-Сибиряк сообщал ещё в 1884 году в фельетоне, печатавшемся в газете «Новости». Автор называл её ведьмой, поставлявшей яды всей округе. При этом тогда он однозначно осуждал её преступления, но в рассказе писатель выступает уже на стороне отравительницы. При этом количество жертв Отравы или Анны Парфёновны в рассказе значительно больше, чем в реальности погубила Абакумова. Оправданием Отраве служит её невыносимое положение женщины-крестьянки. Так в отличие от фельетона в рассказе Мамин-Сибиряк концентрируется больше на причинах преступлений, чем на самом их факте.
Изначально рассказ носил название «Косточки хрустят». Впоследствии он был включён в авторский сборник «Уральские рассказы».

## Сюжет
70-летняя беззубая и сморщенная старуха Отрава (Анна Парфёновна) заключена под стражу. Поймана была она следующим образом. Молодая бабёнка Анисья, не ладившая со своим мужем, решила избавиться от него. Для этого она приобрела у Отравы зелье за скромные подарки (30 копеек, трубку холста и ещё «какую-то дрянь, вроде яиц». Анисья, желавшая поскорее избавиться от надоевшего мужа, переборщила с дозировкой, выпоив супругу двухнедельную дозу за сутки. Тот на покосе, где было много сельчан, начал кататься от резкой боли, прямо указав на свою жену как на свою отравительницу. Та быстро во всём призналась, указав и на Отраву, которая в свою очередь отрицала какую-либо причастность к этому делу. С Анисьей всё дело было ясно, но мотивацию Отравы герои рассказа понять не могли, так как взяла она за свой яд совсем ничего («тараканов травить дороже будет»).
Женщин привезли в окружной суд, где их и осудили на каторгу.
В конце рассказа один из героев рассуждает, что у Отравы все три мужа были один хуже другого, звери: «один косу оторвал вместе с мясом, другой поленом руку ей перешиб, третий кипятком в бане хотел сварить». У её дочки Татьяны мужья, которых также отравили, были нелучше: «первый ребро Таньке выломал, второй скулу своротил». И за ядом к ней шли такие же крестьянки, терпевшие побои со стороны своих мужей. Другие два героя подытоживают эти рассуждения:
— … Мужики зверствуют, а бабы травят — это по всем деревням так

— И в каждой большой деревне своя Отрава есть…

## Критика
Писатель и критик Владимир Короленко высоко оценил «Отраву», отметив в рассказе «простой и мрачный трагизм» реальной крестьянской драмы.
Современная исследовательница Г. Л. Девятайкина отмечает многозначность названия рассказа. Помимо прямой отсылки к самой героине, она усматривает в нём и обозначение отравленной атмосферы всей деревни, лежащей неподалёку от города Пропадинск (который фигурирует и в других произведениях Мамина-Сибиряка).